# Daniel Brands
Daniel Brands (født 17. juli 1987 i Deggendorf, Vesttyskland) er en tysk tennisspiller, der blev professionel i 2005. Han har pr. marts 2015, endnu ikke vundet nogen ATP-turneringer.
Brands er 196 cm. høj og vejer 92 kg.